# مشوار عمر (فلم)
مشوار عمر فيلم مصري إنتاج عام 1986 من بطولة فاروق الفيشاوي - مديحة كامل - ممدوح عبد العليم.

## الجدل حول الفيلم
الفيلم من أول لحظه تكتشف أنه مجرد إعلان لسيارة وتبدأ من صوت الراديو بإذاعة عالمية إذاعة مونت كارلو الدولية ويتحدث أبطال الفيلم جميعهم عن السيارة الفخمة ماركة بي إم دبليو
الفئة السابعة E23 والذي كان وكيلها في ذلك الوقت حسام أبو الفتوح .

## أحداث الفيلم
عمر شاب في مقتبل العمر مستهتر وغني يملئ وقت فراغه بمغامراته الغرامية وحبه للعربيات الفخمة، في يوم من الأيام طلب منه والده الذي يملك محل للمجوهرات بإيصال علبة مجوهرات إلى مدينة أخرى، هذه الرحلة المليئة بالمغامرات الغير منتظرة ستغير حياته
وقضية الفيلم هي قضية الشباب الفاقد لكل الأحلام والطموحات والذي ينحدر من سلالة الطبقة البورجوازية الجديدة، التي أثرت ثراء سريعاً في ظل سياسة الانفتاح الاقتصادي، وساهمت بشكل كبير في بروز المجتمع الاستهلاكي. ومن ثم ظهرت ثروات مادية ضخمة وخيالية.. ثروات تحطمت فوقها كل أحلام وطموحات أبناء هؤلاء الانفتاحيين الأثرياء. حيث لم يعد هؤلاء الشباب في حاجة إلى الحلم بالحصول على سيارة مثلاً.. أو الحاجة للدخول في أية مشاريع استثمارية لضمان المستقبل، فكل شيء سهل وميسور وفي متناول أيديهم. ومع ضياع الحلم والطموح لدى هؤلاء الشباب، أصبحوا يفتقدون لأي هدف حقيقي واضح، وإنعدمت في داخلهم روح تحمل المسئولية، كما أصبحوا يعيشون على هامش هذه الحياة.
هذا ما قدمه محمد خان ورؤوف توفيق (كاتب السيناريو) من خلال فيلمهما هذا، وذلك عندما أخذانا مع عمر (فاروق الفيشاوي) في مشوار مليء بالمفاجآت استغرقت أحداثه ثمان وأربعون ساعة فقط. فعمر هذا هو ذلك الشاب الذي يملك كل شيء دون أن يؤدي أي شيء. فبالرغم من أنه يحمل مؤهلاً جامعياً إلا أنه لا يجد ضرورة لأن يعمل، معتمدا علي ثروة والده تاجر المجوهرات في تأمين حياة رغدة وسهلة له. ولهذا نراه شاباً مدللاً ومستهتراً وغير مسئول، لا يخطط للوصول إلى هدف معين ويعيش حياته بلا معنى بعيدة عن الاستقرار الاجتماعي والنفسي. فهو يملك سيارة فخمة وثمينة اشتراها له والده.. هذه السيارة بشكلها وطرازها الأخاذ تتحدى كل من يراها، وتترك في عيونه نظرة هي مزيج من الحسد والإعجاب، وهي بالطبع جزء لا يتجزأ من شخصية عمر، لا يعيش إلا بها ولها، ولا يتركها إلا ليعود إليها. فكل أحداث الفيلم تسير بشكل متواز معه ومعها، لذلك تظل ماثلة أمامنا دائماً حتى عندما تسرق، وذلك عندما نلاحظ التغيير المفاجئ الذي يحدث لشخصية عمر بسبب فقدها، وكأنما يفقد بذلك كل مكونات شخصيته.
هذا الشاب يتعرض للاستجواب من قبل فتاة (سمية الألفي) كانت تربطه بها علاقة عاطفية عندما كان يسكن نفس الحي الشعبي الذي تسكنه، وقبل أن ينتقل إلى حي آخر أنيق يناسب مركزه المالي، ناسياً أصوله الاجتماعية وناسياً جيرانه ورفاقه. هذه الفتاة تحاول استفزازه عندما تواجهه ببعض الحقائق التي لا يرغب في مواجهتها. ولكن هذه اللحظة ليست هي محور الفيلم، بل يتجاوزها محمد خان سريعاً باعتبارها بداية الامتحان الصعب والتجربة الحياتية الهامة التي يعدها لعمر.
يبدأ عمر مشواره الإجباري بتوصيل صندوق مجوهرات إلى طنطا حيث كلفه والده بذلك. فماذا يصادف في مشواره هذا؟ نراه يلتقي بشخصيات ونماذج إنسانية كثيرة.. نماذج تجسد حالات ومواقف كثيرة وترصد الكثير من التحولات والتطلعات الاستهلاكية المستجدة، يتعرف من خلالها على سلوكياتهم وممارساتها. في البدء يلتقي بشاب قروي اسمه عمر أيضاً (ممدوح عبد العليم)، شاب بسيط فقير وساذج، ليست لديه طموحات من أي نوع، مستسلم لقدره بالعمل في محطة بنزين حيث يلتقيه عمر الأول عندما ينفذ بنزين سيارته. لكنه يقبل بسرعة عرض عمر له بمصاحبته في مشواره وتوفير عمل مناسب له في القاهرة، وذلك رغبة منه في تحقيق حلمه بالتخلص من حالة الفقر والواقع الصعب الذي يعيشه، وذلك رغم معارضة والده الفلاح لفكرة السفر.
كما يلتقي عمر بسائق الشاحنة (أحمد عبد الوارث) الحرامي إلحاقد على مجتمعه، هذا المجتمع الذي علمه أن يكره ويقتل ويتحدى كل القوانين. أيضاً هناك نجاح (مديحة كامل) المرأة التي دفعتها ظروفها إلى الانحراف. والكثير من الشخصيات والأحداث والتفاصيل الصغيرة، التي جعلت من هذا المشوار عبارة عن تجربة ذاتية هامة ومؤثرة يكتسبها عمر في النهاية عندما يجد نفسه وحيداً ضائعاً ويائساً داخل سيارته المحطمة فوق صخور شاطئ البحر المهجور. هنا يجد نفسه في مواجهة ذاته، فأما أن يعيد النظر في مشوار حياته القادمة، أو يكرر المشوار ذاته. فالفيلم لا يوضح لنا ذلك، لكننا نشعر بأن تغييراً كبيراً سيطرأ على حياة عمر، يتبعه تغيير في مواقفه وعلاقاته ورؤيته للحياة.
إن محمد خان في فيلم (مشوار عمر) يقدم تجربة سينمائية جريئة طموحة وغير تقليدية بالنسبة للسينما المصرية. ويتضح ذلك منذ اللقطة الأولى.. منذ الدقائق الأولى. حيث يضعنا أمام شخصيته الرئيسية مباشرة، ومن خلال لقطات سريعة وخالية من أية ثرثرة حوارية، مختصراً بذلك كل من يمكن أن يقال من شرح وتقديم مطول عودتنا عليه الأفلام المصرية التقليدية. كما لا يفوتنا أن نشير إلى أن محمد خان قد جعل من نجاح وعمر الثاني شخصيتين مساندتين للشخصية المحورية، حتى يبرز ما في أعماق الأخيرة من متناقضات سلوكية أخلاقية ونفسية. وهو لا يتخذ موقفاً مباشراً من هاتين الشخصيتين، فهما مناسبتان لظروف ذاتية وموضوعية، ولكنه يعرض مبرراتهما بشكل صادق وموضوعي، تاركاً للمتفرج الحرية في إصدار الحكم عليهما، هذا بالإضافة إلى أن محمد خان هنا لا يعتمد على الحدوتة التقليدية المتمثلة في الحبكة البسيطة لسرقة المجوهرات من السيارة، والمحاولة اليائسة لاستعادتها، وإنما يهتم اهتماما خاصاً بشخصياته وما تصادفه من أحداث ومواقف، بغية التعبير عن وجهة نظره ورؤيته السينمائية إزاء تلك الشخصية البورجوازية الطفيلية التي برزت بشكل واضح في مجتمع الانفتاح الاقتصادي الاستهلاكي. ثم أننا نراه هنا قد استغنى تماماً عن الموسيقى التصويرية واكتفى بصوت إذاعة مونت كارلو منطلقاً من داخل السيارة بما يحويه من أخبار وحوار مع نجوم المجتمع وأغنيات وموسيقى الروك أند رول. وبالطبع لم يأت هذا الاختيار اعتباطيا، بل جاء تعبيراً عن جو الانحباس لدى عمر وتعلقه بهذه السيارة.
أما نهاية الفيلم فقد كانت منطقية إلى حد كبير، حيث نلاحظ ابتعاد محمد خان عن النهايات الملفقة ذات الحلول النمطية السهلة. فنحن نرى عمر وقد قذفت به ظروف مشواره في مكان مهجور، بعد أن نجح سائق الشاحنة في سرقة المجوهرات، وعاد عمر الثاني إلى مكانه الطبيعي وهو العمل في الأرض، بعد ضياع أحلامه وتبخرها. وواصلت نجاح مسيرتها الخاصة جداً. وكما عودنا خان في جميع أفلامه، انطلق بكاميرته إلى الأجواء الرحبة والحياة العادية لتكون شاهدة على ما يدور ويحدث أمامها من حالات ومواقف ناقلة لكل الانفعالات والممارسات الصادرة من شخصيات الفيلم، ونجحت بالفعل في تجسيد كل ذلك بأمانة وصدق وتلقائية منسابة غير مقحمة بقيادة مدير التصوير طارق التلمساني.
وأخيراً.. نؤكد من جديد بأن فيلم (مشوار عمر) يعتبر علامة بارزة وهامة ليس في مشوار محمد خان السينمائي فحسب، بل في مسيرة السينما المصرية.

## الممثلين
- فاروق الفيشاوى: عمر
- مديحة كامل: نجاح
- محمد رضا: أبو عمر
- زهرة العلا: ام عمر
- أحمد بدير: عوضين - ضيف شرف
- سمية الألفي: سهام - ضيفة شرف
- ممدوح عبد العليم: عمر عامل محطة البنزين
- أحمد عبد الوارث: سائق الشاحنة
- هانم محمد
- حنان يوسف
- عثمان عبد المنعم: الميكانيكي والبنشري
- حسنى عبد الجليل: إسماعيل

بالإضافة إلي: محمد درديرى - مجدى أحمد على - سامى عطايا - عاطف رزق - زكريا موافى - أحمد أبو عبية - يوسف رجائى - سونيا محمود - نبوية سعيد - عليه على - إسماعيل محمود - حنان مصطفى - عهدى صادق - عبد الحي عزب - يسري منصور - محمود شعبان - آمال أبو شفه - زينب عبده

## روابط خارجية
- مقالات تستعمل روابط فنية بلا صلة مع ويكي بيانات